# Тужилівська сільська рада
| Тужилівська сільська рада — орган місцевого самоврядування у Калуському районі Івано-Франківської області з адміністративним центром у с. Тужилів. Водоймища на території, підпорядкованій даній раді: річки Чечва, Лімниця. Сільській раді підпорядковані населені пункти: - с. Тужилів |

## Склад ради
Рада складається з 16 депутатів та голови.

### Керівний склад ради
| ПІБ                     | Основні відомості                                                                     | Дата обрання | Дата звільнення |
| ----------------------- | ------------------------------------------------------------------------------------- | ------------ | --------------- |
| Лазар Василь Михайлович | Сільський голова, 1973 року народження, освіта, безпартійний                          | 26.03.2006   | 31.10.2010      |
| Лазар Василь Михайлович | Сільський голова, 1972 року народження, освіта, член політичної партії «Наша Україна» | 31.10.2010   |                 |

Примітка: таблиця складена за даними джерела